# Струмок з ставком і береговою зоною
Струмок з ставком і береговою зоною — комплексна пам'ятка природи місцевого значення. Об'єкт розташований на території Кам'янсько-Дніпровського району Запорізької області, село Заповітне, правий берег річки Білозерка.
Площа — 3 га, статус отриманий у 1984 році.